# Урочні літа
Урочні літа (рос. Урочные лета) — строк, протягом якого у Московському царстві власники маєтків за посередництвом держави мали право вимагати повернення їм утікачів-селян і вивезених іншими землевласниками кріпосних селян, Царським указом від 24 листопада (4 грудня) 1597 року був установлений п'ятирічний офіційний строк розшуку втікачів і вивезених селян.
Після закінчення цього терміну селяни у випадку неподачі щодо них відповідних позовів підлягали закріпаченню на нових місцях. Указ про Урочні літа діяв на Чернігово-Сіверщині, яка з 1503—1634 входила до складу Московського царства. Згідно з Уложенням царя Василя Шуйського від 9 березня 1607 року термін Урочних літ збільшено до 15 років. У перші роки правління царя Михайла Федоровича діяв п'ятирічний строк розшуку селян-втікачів, але згодом його поступово збільшували. Соборне Уложення 1649 скасувало урочні літа, що означало остаточне юридичне оформлення кріпосного права у Московській державі.